# Oreodera modesta
Oreodera modesta là một loài bọ cánh cứng trong họ Cerambycidae.